# Trzęsienie ziemi w Zarand (2005)
Trzęsienie ziemi w Zarand (2005) – trzęsienie ziemi o magnitudzie 6,4, jakie wydarzyło się 22 lutego 2005 roku, powodując śmierć 602 osób i rozległe zniszczenia w regionie miasta Zarand, w ostanie Kerman.

## Warunki sejsmiczne
Region miasta Zarand położony jest na uskoku tektonicznym, nazywanym przez lokalnych mieszkańców Kuhbanan. Długi na 160 kilometrów, uskok ciągnie się wzdłuż północno-wschodnich granic miasta. Z powodu swojego położenia, Zarand było wielokrotnie nawiedzane przez trzęsienia ziemi, z których pierwsze odnotowane historycznie wydarzyło się w 1933 roku.

## Zdarzenie i skutki
Trzęsienie ziemi wystąpiło o godzinie 5:55 i trwało – według przekazów medialnych – około jedenastu sekund. Ognisko wstrząsu mieściło się czternaście kilometrów pod powierzchnią ziemi. W regionie epicentralnym znalazło się ponad czterdzieści miejscowości; ponad 70% zabudowań zostało zniszczonych.
W wyniku trzęsienia śmierć poniosły 602 osoby, a 991 odniosło obrażenia, co czyni to wydarzenie najtragiczniejszym zdarzeniem sejsmicznym w historii regionu Zarand. Uprzednio ten niesławny rekord należał do wstrząsu z 19 grudnia 1977, w wyniku którego śmierć poniosło 584 okolicznych mieszkańców.